# Jean-Louis Leconte
Pour les articles homonymes, voir Leconte.
Jean-Louis Leconte est un réalisateur, scénariste, et acteur français né le 17 mai 1948 à Paris.

## Filmographie

### Réalisateur
- 1976 : Chaleurs d'été (court métrage)
- 1980 : L'Ombre et la Nuit
- 1983 : Une pierre dans la bouche
- 1990 : Bienvenue à bord !
- 2003 : Portrait caché

### Scénariste
- 1983 : Une pierre dans la bouche
- 1986 : Les Longs Manteaux
- 1990 : Bienvenue à bord !
- 1997 : Tenue correcte exigée
- 2003 : Portrait caché
- 2006 : Serko

### Acteur
- 1971 : Un parti (court-métrage) Noel Simsolo
- 1972 : L'Enfant Manon (court-métrage) Noel Simsolo

- 1975 : Allégorie

## Distinctions
- Césars 1977 : nomination au César du meilleur court-métrage de fiction pour Chaleur d'été
- 1977 : Au Festival de Cannes, il a été nommé pour Chaleurs d'été, dans la catégorie Meilleur court métrage de fiction